# Clay County (Illinois)
Clay County is een county in de Amerikaanse staat Illinois.
De county heeft een landoppervlakte van 1.215 km² en telt 14.560 inwoners (volkstelling 2000). De hoofdplaats is Louisville.

## Bevolkingsontwikkeling

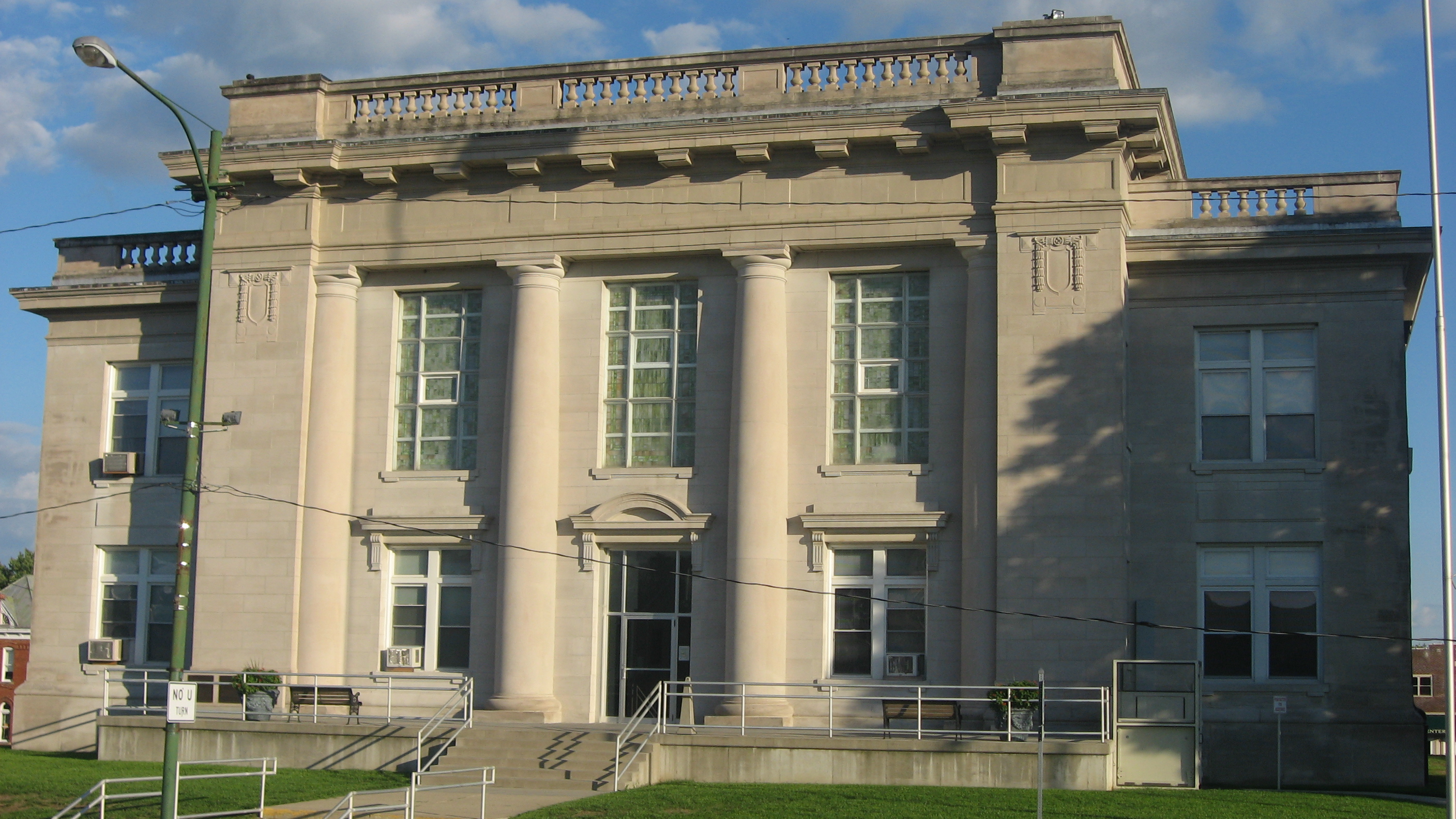
Clay County Courthouse